# Nicola Fairbrother
Nicola Fairbrother (Henley-on-Thames, 14 de mayo de 1970) es una deportista británica que compitió en judo.
Participó en dos Juegos Olímpicos de Verano, obteniendo una medalla de plata en Barcelona 1992, en la categoría de –56 kg, y el quinto lugar en Atlanta 1996, en la misma prueba.
Ganó dos medallas en el Campeonato Mundial de Judo, oro en 1993 y bronce en 1991, y cinco medallas en el Campeonato Europeo de Judo entre los años 1990 y 1995.
Desde el año 2015 está casada con la judoka española Miriam Blasco, su rival en la final de Barcelona 1992.

## Palmarés internacional
| Juegos Olímpicos   | Juegos Olímpicos         | Juegos Olímpicos  | Juegos Olímpicos |
| Año                | Lugar                    | Medalla           | Categoría        |
| ------------------ | ------------------------ | ----------------- | ---------------- |
| 1992               | Barcelona (España)       | Medalla de plata  | –56 kg           |
| Campeonato Mundial |                          |                   |                  |
| Año                | Lugar                    | Medalla           | Categoría        |
| 1991               | Barcelona (España)       | Medalla de bronce | –56 kg           |
| 1993               | Hamilton (Canadá)        | Medalla de oro    | –56 kg           |
| Campeonato Europeo |                          |                   |                  |
| Año                | Lugar                    | Medalla           | Categoría        |
| 1990               | Fráncfort (RFA)          | Medalla de bronce | –56 kg           |
| 1992               | París (Francia)          | Medalla de oro    | –56 kg           |
| 1993               | Atenas (Grecia)          | Medalla de oro    | –56 kg           |
| 1994               | Gdańsk (Polonia)         | Medalla de plata  | –56 kg           |
| 1995               | Birmingham (Reino Unido) | Medalla de oro    | –56 kg           |